# Vallelonga (geografia)
La Vallelonga è una delle valli longitudinali dell'Appennino abruzzese, nella Marsica, in provincia dell'Aquila. È disposta in direzione sudest-nordovest, tra i territori comunali di Trasacco, Collelongo e Villavallelonga, parallela alla valle Roveto da cui è divisa dal gruppo montuoso della Serra Lunga e ad est con la valle del Giovenco, per un lungo tratto assume l'aspetto di un vasto altopiano carsico, con tratti di vistosi fenomeni erosivi nel polje della valle di Amplero.

## Toponimo

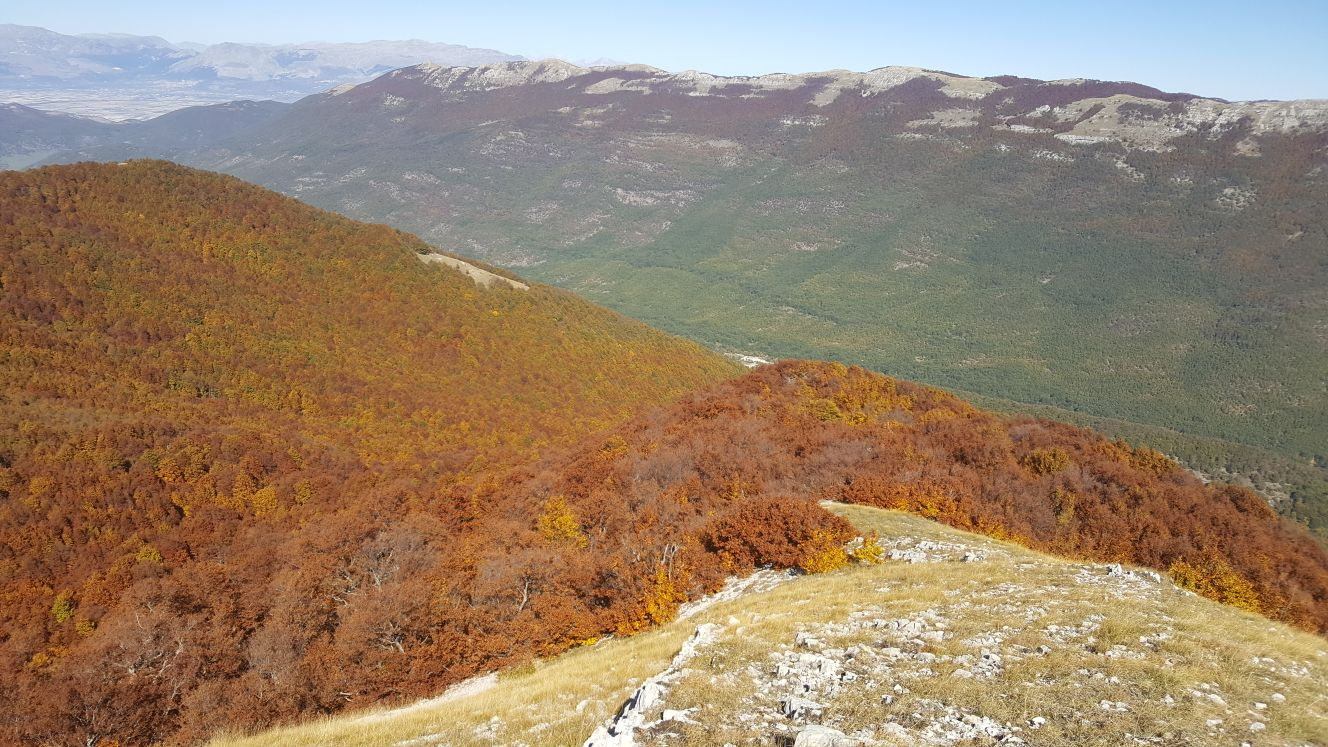
La valle vista dal monte Cornacchia (Serra Lunga)

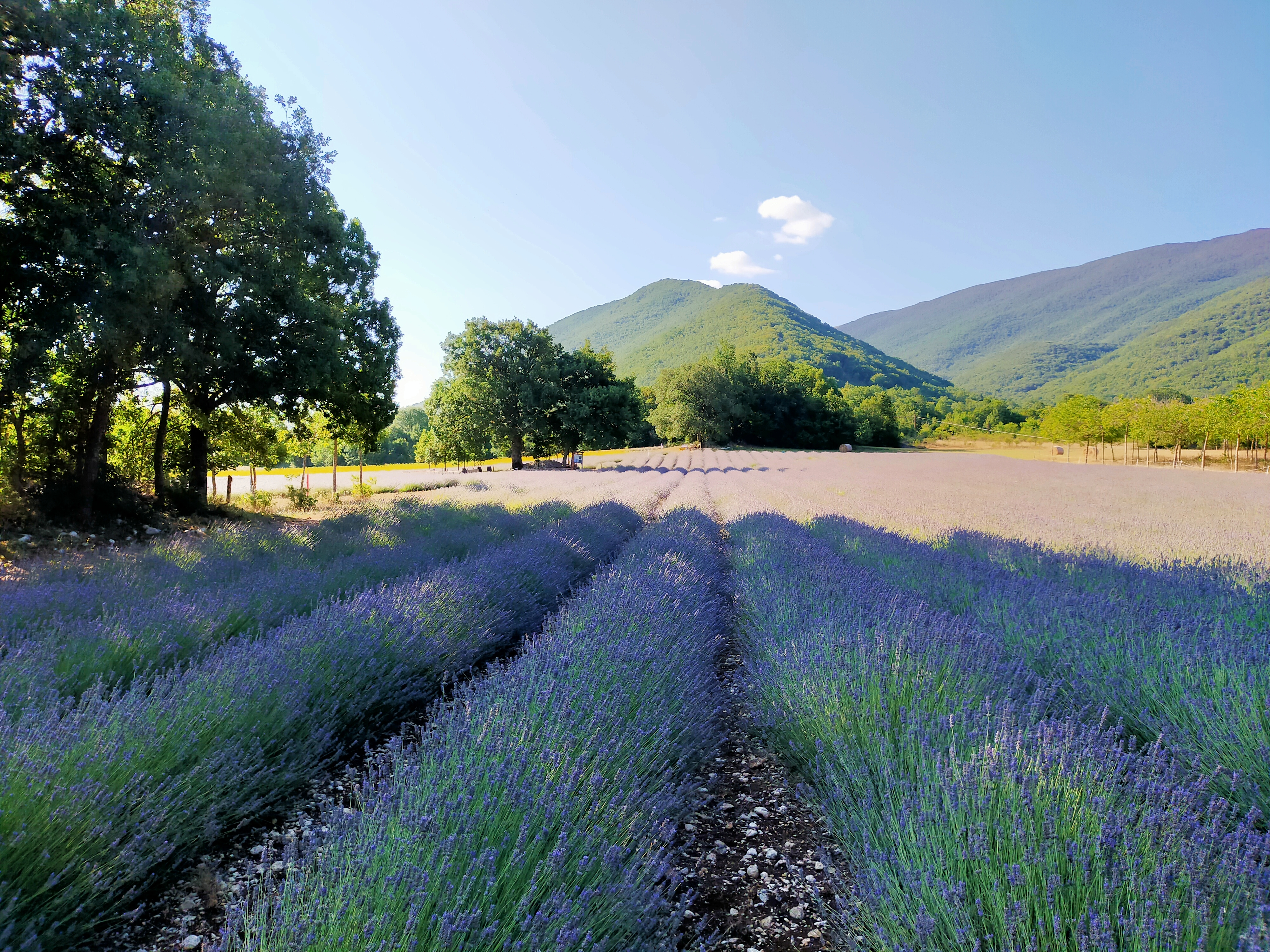
Lavandeto di Collelongo

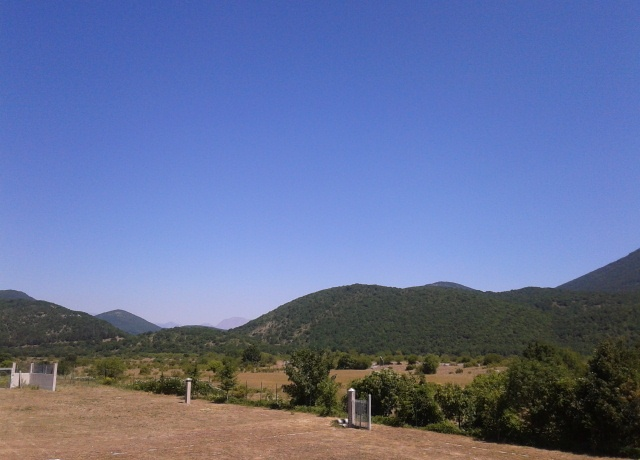
La valle vista da Villavallelonga

Vallelonga in dialetto marsicano significa "valle lunga", ovvero valle longitudinale. 
Il toponimo dà inoltre il nome anche al comune di Villavallelonga, anticamente chiamata semplicemente "Villa" o "Villa Collelongo", ed è analogo a quelli di Collelongo e Serra Lunga (in dialetto locale "Sèrra Lònga"), che presentano evidentemente la stessa etimologia.
Anticamente era nota come "valle Transaquana", ovvero valle situata "al di là delle acque" del lago Fucino.

## Geografia
La valle inizia dai monti del parco nazionale d'Abruzzo, Lazio e Molise, fra il monte Cornacchia, il monte Schiena di Cavallo e il monte Marcolano, nelle località di Prati d'Angro e Aceretta, e termina presso Trasacco (monte Labbrone) dove si apre l'ex alveo del Fucino, fino alla seconda metà dell'Ottocento ricoperto dalle acque dell'omonimo lago.

### Idrografia
Il torrente Rosa, detto in passato Carnello, è l'unico corso d'acqua che attraversa la valle, per lo più asciutto durante tutto l'anno.

### Ambiente
Nel suo territorio ricade in un'area di circa 110 ha, situata tra i 1200 e i 1900 m s.l.m., la faggeta della val Cervara, tra le più antiche d'Europa, databile nel 2017 a oltre 500 anni ed ufficialmente dichiarata patrimonio dell'umanità da parte dell'UNESCO. L'area montuosa è popolata da animali protetti come l'orso bruno marsicano, il lupo appenninico e il camoscio d'Abruzzo.

## Monumenti e luoghi di interesse
- Centri storici di Collelongo e Villavallelonga
- Museo civico archeologico di Collelongo
- Casa museo Luciano Ventrone a Collelongo
- Lavandeto di Collelongo
- Museo Loreto Grande a Villavallelonga
- Valle di Amplero
- Prati di Sant'Elia
- Forchetta Morrea
- Aceretta (Prati d'Angro)
- Faggeta vetusta della val Cervara
- Torre Febonio a Trasacco
- Basilica dei Santi Cesidio e Rufino
- Santuario della Madonna di Candelecchia
- Chiesa di Santa Maria delle Grazie